# امبودیمانانگا ۲
امبودیمانانگا ۲ (به لاتین: Ambodimanga II) یک سکونتگاه مسکونی در ماداگاسکار است که در آنالانجیروفو واقع شده‌است.

## خصوصیات
امبودیمانانگا ۲ ۳۳٬۰۰۰ نفر جمعیت دارد و ۲۷۷ متر بالاتر از سطح دریا واقع شده‌است.